# ماريا إيسنر
ماريا إيسنر (بالإيطالية: Maria Eisner)‏ (و. 1909 – 1991 م) هي مصورة من إيطاليا، والولايات المتحدة، ولدت في ميلانو، توفيت في مانهاتن، عن عمر يناهز 82 عاماً.